# Slayers Return
Slayers Return (jap. スレイヤーズ RETURN) ist die zweite Anime-Kinoproduktion zur Roman- und Fernsehserienreihe „Slayers“. Der Film hatte am 3. August 1996 in den japanischen Kinos Weltpremiere. Wie beim ersten Teil war für die Animation das Studio J.C.Staff verantwortlich, den Vertrieb übernahm ebenfalls wieder Toei Animation.

## Handlung
Lina Inverse und Naga werden von Salina gebeten, ihr Dorf aus den Händen der Organisation Zein zu befreien, welche die Dorfbewohner versklavt hat, um nach einem Schatz zu graben. Lina kann diesen Schatz als verschollenen Elfenschatz identifizieren und setzt nun ihrerseits alles daran, diesen Schatz in ihren Besitz zu bringen. Der Schatz jedoch entpuppt sich als Monster, welcher mit seiner Panzerung jeder Magie widersteht und auf eine Stadt zuhält. Nur mit einer List können Lina und Naga das Monster schließlich aufhalten und die Stadt retten.

## Veröffentlichungen
In Deutschland wurde der Film am 10. Januar 2005 von OVA Films veröffentlicht. Auf Englisch wurde Slayers Return von ADV Films UK am 25. November 2003 veröffentlicht. In Neuseeland und Australien übernahm die Madman Entertainment Pty. Ltd. den Vertrieb.

### Synchronisation
Die Synchronisation wurde wie beim Vorgänger Slayers Perfect in den Studios von Circle of Arts aufgenommen, unter der Synchronregie von Susanna Sandvoss.
| Rolle                    | Japanischer Sprecher (Seiyū) | Deutscher Sprecher  |
| ------------------------ | ---------------------------- | ------------------- |
| Lina Inverse             | Megumi Hayashibara           | Shandra Schadt      |
| Naga, die weiße Schlange | Maria Kawamura               | Veronika Neugebauer |
| Salina                   | Genda Tessho                 | Katrin Filzen       |
| Zachard                  | Keiko Han                    | Thomas Rauscher     |
| Garev                    | Minami Takayama              | Ulf J. Söhmisch     |
| Dorfältester             | Akio Ōtsuka                  | Dieter Memel        |

## Soundtrack
Wie schon beim Vorgänger wurde der Endingsong Just Be Conscious wieder von Megumi Hayashibara gesungen. Für den Soundtrack war ebenfalls wieder Takayuki Hattori verantwortlich. 